# Graciano Rocchigiani
Graciano „Rocky“ Rocchigiani (* 29. Dezember 1963 in Rheinhausen; † 1. Oktober 2018 in Belpasso, Italien) war ein deutscher Boxer. Er wurde Weltmeister in den Gewichtsklassen Supermittelgewicht und Halbschwergewicht.

## Boxkarriere
Der 1963 in Rheinhausen geborene Rocchigiani kam als Kleinkind nach West-Berlin. Bei einem Spaziergang sahen er und sein Bruder Ralf, dass in einer Schulturnhalle in der Nachbarstraße geboxt wurde. Während sein Bruder gleich mit dem Boxsport begann, spielte Graciano Rocchigiani zunächst noch ein Jahr Fußball, ehe er zum Boxen wechselte. Sein Vater, der als Boxer italienischer Juniorenmeister gewesen war, sei für ihn der Motivationsgrund gewesen.

### Amateur
1982 wurde der Rechtsausleger Rocchigiani in Sindelfingen für die Neuköllner Sportfreunde, bei denen er das Boxen erlernt hatte, Deutscher Meister im Halbmittelgewicht und wechselte im Jahr darauf ins Profigeschäft. Er bestritt 122 Amateurkämpfe.
- Erfolge:

- September 1982: Achtelfinalist bei der Junioren-Europameisterschaft in Schwerin; Niederlage gegen Christophe Tiozzo[3]
- November 1982: 1. Platz bei der Deutschen Meisterschaft in Sindelfingen[4]
- April 1983: 1. Platz beim Intercup in West-Berlin; Finalsieg gegen Manfred Zielonka[5]
- Mai 1983: 5. Platz bei der Europameisterschaft in Warna; Niederlage im Viertelfinale gegen Michaił Takow[6]

### Profi
Im Sommer 1983 unterschrieb Rocchigiani einen Fünfjahresvertrag beim Boxstall von Wilfried Sauerland. Sein Profidebüt fand am 10. September 1983 in Köln statt, wo er den Veteranen Esperno Postl aus Österreich durch technischen K.o. in der zweiten Runde besiegte. 1985 gewann er durch technischen K. o. in der dritten Runde gegen Rüdiger Bitterling im Alter von 21 Jahren in Düsseldorf die Deutsche Meisterschaft im Mittelgewicht und 1986 durch einen Punkterfolg über Manfred Jassmann den Meistertitel im Halbschwergewicht.
Am 11. März 1988 gewann er den IBF-Weltmeistertitel im Supermittelgewicht, einer neu eingeführten Gewichtsklasse, die damals noch nicht das Ansehen genoss, welches sie später erlangte. Rocchigiani, der damals von Wilfried Sauerland als Manager betreut wurde, besiegte in seinem 24. Profikampf vor 6000 Zuschauern in der Düsseldorfer Philipshalle den US-amerikanischen Titelträger Vincent Boulware in der achten Runde durch technischen K. o. Er wurde dadurch, nach Max Schmeling und Eckhard Dagge, der dritte deutsche Weltmeister im Profiboxsport. Er war damit der jüngste deutsche Boxweltmeister. Für den Gewinn des WM-Titels erhielt er eine Gage von 10 000 D-Mark, bei seiner ersten Titelverteidigung Anfang Juni 1988 in der Berliner Deutschlandhalle wurde der von Wolfgang Wilke trainierte Boxer bereits mit 180 000 D-Mark vergütet. Bei seinem dritten Kampf als Weltmeister Ende Januar 1989 gegen den Südafrikaner Thulani Malinga bekam Rocchigiani mit 400 000 D-Mark die höchste Gage, die bis dahin ein deutscher Berufsboxer nach dem Zweiten Weltkrieg erhalten hatte. Nach drei Titelverteidigungen legte er den Titel nieder, um wieder im Halbschwergewicht zu boxen. Dort sicherte er sich 1991 den Europameistertitel. Im Dezember 1991 endete die Zusammenarbeit zwischen Rocchigiani und Sauerland und er ließ sich ab Anfang Januar 1992 dann von Willy Zeller als Manager vertreten.
Im Februar 1993 einigte sich Rocchigiani auf einen Vertrag mit dem Hamburger Boxstall Universum von Klaus-Peter Kohl. Im Februar 1994 unterlag Rocchigiani vor 11 000 Zuschauern in der ausverkauften Deutschlandhalle in Berlin dem bis dahin ungeschlagenen Briten Chris Eubank im Kampf um den WBO-Titel im Supermittelgewicht umstritten nach Punkten. Eubank war in den ersten Runden der bessere Boxer und setzte eine Vielzahl von Körpertreffern, ehe der von den Zuschauern lautstark angetriebene Rocchigiani aufkam. Die drei Punktrichter sahen nach zwölf Runden Eubank vorn. Im Dezember 1994 scheiterte Rocchigianis Versuch, gegen Frederic Seillier zum zweiten Mal Europameister zu werden; er erreichte vor 4000 Zuschauern im Sportforum in Berlin-Lichtenberg gegen den Titelträger aus Frankreich nur ein Unentschieden. Rocchigianis Promoter Kohl warf den Betreuern Seilliers vor, während des Kampfes eine Risswunde am Auge des Franzosen mit einer verbotenen Paste behandelt zu haben, die von einem Offiziellen des Bundes Deutscher Berufsboxer nach einem Gerangel sichergestellt wurde.
1995 wurde er zum zweimaligen Kontrahenten von Henry Maske. Schon Ende Februar 1992 (der EM-Kampf platzte wegen Uneinigkeit über die Entlohnung der beiden Boxer) sowie 1994 war dieser Vergleich vorgesehen, allerdings wollten sich Rocchigiani und sein damaliger Manager Kohl nicht auf die von Maske-Manager Wilfried Sauerland geforderten Optionen für folgende Kämpfe einlassen, sollte Maske verlieren. Vor dem ersten Duell in der Dortmunder Westfalenhalle hatte Rocchigiani das Duell als Kampf zwischen Ost- und Westdeutschland bezeichnet: „Hau’ dem Wessi in die Schnauze, hau’ dem Ossi in die Schnauze - so sieht es das Publikum“. Der als "Eine Frage der Ehre" ("A Question of Honour", so der von Sarah Brightman eingespielte Titelsong) vermarktete Kampf stand auf der Kippe, da Manager Kohl, mit dem Rocchigiani seine Zusammenarbeit beendet hatte, um gegen Maske antreten zu können, eine einstweilige Verfügung erwirkte, die schließlich vom Berliner Landgericht aufgehoben wurde. Kohl verzichtete zudem auf eine Geltendmachung von Schadensersatzansprüchen gegen Rocchigiani. Dieser verlor den ersten Kampf, für den er eine Gage von 1,15 Millionen DM erhielt, umstritten nach Punkten. Rocchigiani hatte Maske von Beginn des Kampfes an sehr wirkungsvoll mit Aufwärtshaken attackiert, wobei er sich selbst hinter seiner bewährten Doppeldeckung verschanzte. Zweimal während des Kampfes war Maske anscheinend angeschlagen, in der letzten Runde gar am Boden, wobei der Ringrichter dies nicht als regulären Niederschlag, sondern als Folgen eines Stoßens wertete. Maskes Punktsieg wurde damit begründet, dass „Rocky“ viele andere Runden wegen zu geringer Aktivität abgegeben habe. „Man muss wohl gegen Henry durch K.o. gewinnen“, äußerte Rocchigiani im Anschluss an den Kampf, der dem übertragenden Sender RTL mit 13,18 Millionen Fernsehzuschauern eine neue Bestmarke bescherte, und wähnte Show und Geld auf der Seite seines Gegners. „Für mich hat Graciano nicht verloren“, sagte Rocchigianis damaliger Trainer Wolfgang Wilke anschließend.
Der Rückkampf zwischen Rocchigiani und Maske wurde in München ausgetragen und im Vorfeld als „vorläufiger Höhepunkt des neuen deutschen Box-Booms“ bezeichnet. Der Kampf war eine einseitige Angelegenheit mit klarer Überlegenheit Maskes, den Rocchigiani zu keinem Zeitpunkt in Bedrängnis bringen konnte und daher eindeutig verlor. Er habe „zu verbissen und verkrampft geboxt“, äußerte Rocchigiani nach der Niederlage. Maske hatte den Kampf mit seiner Führhand bestimmt, während Rocchigiani aus der Distanz zu wenig Wirkung zeigte und seinen Gegner nicht in den Nahkampf zu zwingen vermochte.
Auch gegen Dariusz Michalczewski trat er zweimal an: Wiederum war der erste Kampf, der am 10. August 1996 am Hamburger Millerntor stattfand, sehr umstritten. Nachdem Rocchigiani die erste Kampfeshälfte dominieren konnte, wurde der Kampf in der siebten Runde wegen Schlagens nach einem Unterbrechen-Kommando wegen Foul abgebrochen. Das Duell wurde nach Punkten unter Pfiffen der Zuschauer als technisches Unentschieden gewertet und später vom Verband WBO in eine Disqualifikation Rocchigianis umgewandelt, was dieser anfocht. Michalczewski blieb Weltmeister. Er hatte den Abbruch durch das Signalisieren der Kampfunfähigkeit provoziert, was von Rocchigiani angesichts des vermeintlich leichten Schlagens später als Simulieren interpretiert wurde. Er fühlte sich wie schon gegen Maske betrogen und sah den Grund in seiner geringen Lobby, da er keinen Promoter hatte und nicht so populär war. „Ich habe gute Börsen bekommen und habe mich auch nie beschwert darüber. Aber die Lobby hatten die anderen und das war oft auch entscheidend. Den ersten Maske-Kampf hätte ich in jedem anderen Land der Welt nach Punkten gewonnen und den ersten Michalczewski-Kampf, den hätte ich auch gewonnen“, lautete Rocchigianis rückblickende Einschätzung im Jahr 2017. Wie schon gegen Maske war er auch im Rückkampf gegen Michalczewski im April 2000 chancenlos und unterlag vorzeitig. Ein möglicher dritter Kampf kam trotz mehrerer Versuche nie zustande; ein letzter Termin, der für Mai 2008 geplant war, scheiterte am fehlerhaften Vertragswerk des Veranstalters.
Am 21. März 1998 holte er den vakanten Halbschwergewichtstitel des WBC nach einem Sieg gegen Michael Nunn. Der Gewinn des Titels war insofern umstritten, als der Titelverteidiger Roy Jones Jr. ihn nie offiziell abgegeben hatte. Der Verband hatte dies aber so interpretiert und daher den Kampf um den vermeintlichen Titel ausgelobt. Wenige Tage vor dem Kampf hatte Rocchigianis Bruder Ralf das Traineramt übernommen, nachdem es zur Trennung von Emanuel Steward gekommen war. Für seinen Sieg gegen Nunn, dem 7500 Zuschauer in der Berliner Max-Schmeling-Halle sowie an den Fernsehgeräten 9,15 Millionen Zuseher beiwohnten, erhielt Rocchigiani eine Gage in Höhe von zwei Millionen D-Mark brutto.  Dieser Titelgewinn wurde Rocchigiani später durch den WBC-Verband wieder aberkannt, wogegen Rocchigiani erfolgreich klagte. Ihm wurden 31 Millionen US-Dollar Schadenersatz zugesprochen, woraufhin der WBC Konkurs anmeldete. Mitte Juli 2004 ging Rocchigiani auf ein Vergleichsangebot von 4,5 Mio. US-Dollar ein.
Seinen letzten Kampf verlor er am 10. Mai 2003 gegen Thomas Ulrich.

## Liste der Boxkämpfe
| 41 Siege (19 durch K. o.), 5 Niederlagen (1 durch K. o.), 2 Unentschieden | 41 Siege (19 durch K. o.), 5 Niederlagen (1 durch K. o.), 2 Unentschieden | 41 Siege (19 durch K. o.), 5 Niederlagen (1 durch K. o.), 2 Unentschieden    | 41 Siege (19 durch K. o.), 5 Niederlagen (1 durch K. o.), 2 Unentschieden  | 41 Siege (19 durch K. o.), 5 Niederlagen (1 durch K. o.), 2 Unentschieden |
| Jahr                                                                      | Tag                                                                       | Ort                                                                          | Gegner                                                                     | Ergebnis für Rocchigiani                                                  |
| ------------------------------------------------------------------------- | ------------------------------------------------------------------------- | ---------------------------------------------------------------------------- | -------------------------------------------------------------------------- | ------------------------------------------------------------------------- |
| 1983                                                                      | 10. September                                                             | Köln, Bundesrepublik Deutschland                                             | Esperno Postl                                                              | Sieg / Technischer Knockout (TKO) 2. Runde                                |
| 1983                                                                      | 7. Oktober                                                                | Frankfurt am Main, Bundesrepublik Deutschland                                | Marnix Heytens                                                             | Sieg / TKO 1. Runde                                                       |
| 1983                                                                      | 5. November                                                               | Mannheim, Bundesrepublik Deutschland                                         | Jan Lefeber                                                                | Punktsieg / 4 Runden                                                      |
| 1984                                                                      | 14. Januar                                                                | Düsseldorf, Bundesrepublik Deutschland                                       | Chaed Ringo                                                                | Sieg / TKO 2. Runde                                                       |
| 1984                                                                      | 10. Februar                                                               | Sporthalle Süd, Frankfurt am Main, Bundesrepublik Deutschland                | Mauro Hernandez da Cruz                                                    | Punktsieg / 6 Runden                                                      |
| 1984                                                                      | 24. Februar                                                               | Alsterdorfer Sporthalle, Hamburg, Bundesrepublik Deutschland                 | Mick Morris                                                                | Punktsieg (einstimmig) / 4 Runden                                         |
| 1984                                                                      | 27. April                                                                 | West-Berlin                                                                  | Franz Dorfer                                                               | Sieg / TKO 2. Runde                                                       |
| 1984                                                                      | 15. September                                                             | Dortmund, Bundesrepublik Deutschland                                         | Butangi Nzolameso                                                          | Punktsieg / 6 Runden                                                      |
| 1984                                                                      | 5. Oktober                                                                | Frankfurt am Main, Bundesrepublik Deutschland                                | Tony Britton                                                               | Punktsieg / 8 Runden                                                      |
| 1984                                                                      | 1. Dezember                                                               | Düsseldorf, Bundesrepublik Deutschland                                       | Philippe Seys                                                              | Punktsieg / 8 Runden                                                      |
| 1985                                                                      | 9. März                                                                   | Düsseldorf, Bundesrepublik Deutschland                                       | Tony Jenkins                                                               | Sieg / TKO 6. Runde                                                       |
| 1985                                                                      | 26. April                                                                 | Festhalle, Frankfurt am Main, Bundesrepublik Deutschland                     | Steve Johnson                                                              | Punktsieg / 6 Runden                                                      |
| 1985                                                                      | 31. August                                                                | West-Berlin                                                                  | Moussa Kassongo Mukandjo                                                   | Punktsieg (einstimmig) / 10 Runden                                        |
| 1985                                                                      | 8. November                                                               | Düsseldorf, Bundesrepublik Deutschland                                       | Rüdiger Bitterling Deutsche Meisterschaft im Halbschwergewicht             | Sieg / TKO 3. Runde                                                       |
| 1985                                                                      | 29. November                                                              | Frankfurt am Main, Bundesrepublik Deutschland                                | Antoine Alcantara                                                          | Sieg / KO 2. Runde                                                        |
| 1986                                                                      | 1. März                                                                   | Köln, Bundesrepublik Deutschland                                             | James Cook                                                                 | Punktsieg / 8 Runden                                                      |
| 1986                                                                      | 12. Mai                                                                   | Tennishalle Bad Homburg, Bad Homburg, Bundesrepublik Deutschland             | Ian Lazarus                                                                | Sieg / KO 8. Runde                                                        |
| 1986                                                                      | 3. Oktober                                                                | West-Berlin                                                                  | Manfred Jassmann Deutsche Meisterschaft im Halbschwergewicht               | Punktsieg / 12 Runden                                                     |
| 1987                                                                      | 14. September                                                             | Tennishalle Bad Homburg, Bad Homburg, Bundesrepublik Deutschland             | Ahmed Laghlali                                                             | Sieg / TKO 2. Runde                                                       |
| 1987                                                                      | 3. Oktober                                                                | Safariland Stukenbrock, Schloß Holte-Stukenbrock, Bundesrepublik Deutschland | Tommy Taylor                                                               | Punktsieg / 8 Runden                                                      |
| 1987                                                                      | 17. Oktober                                                               | Sporthalle Gifhorn, Gifhorn, Bundesrepublik Deutschland                      | Lahcen M'Hamdi                                                             | Sieg / TKO 3. Runde                                                       |
| 1987                                                                      | 30. Oktober                                                               | Electoral Palace, Mainz, Bundesrepublik Deutschland                          | John Held                                                                  | Punktsieg / 8 Runden                                                      |
| 1987                                                                      | 5. Dezember                                                               | Philipshalle, Düsseldorf, Bundesrepublik Deutschland                         | Mustafa Hamsho                                                             | Sieg / TKO 1. Runde                                                       |
| 1988                                                                      | 11. März                                                                  | Philipshalle, Düsseldorf, Bundesrepublik Deutschland                         | Vincent Boulware vakanter IBF Weltmeisterschaft Supermittelgewichtstitel   | Sieg / TKO 8. Runde                                                       |
| 1988                                                                      | 3. Juni                                                                   | Deutschlandhalle, West-Berlin                                                | Nicky Walker Titelverteidigung Weltmeisterschaft IBF Supermittelgewicht    | Punktsieg (einstimmig) / 15 Runden                                        |
| 1988                                                                      | 7. Oktober                                                                | Deutschlandhalle, West-Berlin                                                | Chris Reid Titelverteidigung Weltmeisterschaft IBF Supermittelgewicht      | Sieg / TKO 11. Runde                                                      |
| 1989                                                                      | 27. Januar                                                                | Deutschlandhalle, West-Berlin                                                | Thulani Malinga Titelverteidigung Weltmeisterschaft IBF Supermittelgewicht | Punktsieg (einstimmig) / 12 Runden                                        |
| 1989                                                                      | 1. Dezember                                                               | InterContinental Berlin, Ost-Berlin, Deutsche Demokratische Republik         | John Keys                                                                  | Sieg / KO 2. Runde                                                        |
| 1990                                                                      | 7. September                                                              | Sporthalle Charlottenburg, West-Berlin                                       | Rodrigo Benech                                                             | Sieg / KO 3. Runde                                                        |
| 1990                                                                      | 7. Dezember                                                               | Berlin, Deutschland                                                          | Mike Sedillo                                                               | Punktsieg / 8 Runden                                                      |
| 1991                                                                      | 28. Februar                                                               | Philipshalle, Düsseldorf, Deutschland                                        | Crawford Ashley vakante Europameisterschaft im Halbschwergewicht           | Punktsieg (Mehrheitsentscheidung) / 12 Runden                             |
| 1991                                                                      | 13. September                                                             | Düsseldorf, Deutschland                                                      | Alex Blanchard Titelverteidigung Europameisterschaft im Halbschwergewicht  | Sieg / TKO 9. Runde                                                       |
| 1993                                                                      | 26. Juni                                                                  | Alsterdorfer Sporthalle, Hamburg, Deutschland                                | Lester Yarbrough                                                           | Punktsieg / 8 Runden                                                      |
| 1993                                                                      | 11. September                                                             | Tivoli Eissporthalle, Aachen, Deutschland                                    | Kevin Whaley-El                                                            | Sieg / TKO 6. Runde                                                       |
| 1993                                                                      | 15. Oktober                                                               | Sportzentrum Schöneberg, Berlin, Deutschland                                 | Ricky Thomas                                                               | Punktsieg / 8 Runden                                                      |
| 1994                                                                      | 5. Februar                                                                | Deutschlandhalle, Berlin, Deutschland                                        | Chris Eubank Weltmeisterschaft WBO Supermittelgewichtstitel                | Punktniederlage (einstimmig) / 12 Runden                                  |
| 1994                                                                      | 28. Mai                                                                   | Tivoli Eissporthalle, Aachen, Deutschland                                    | Charles Oliver                                                             | Sieg / TKO 6. Runde                                                       |
| 1994                                                                      | 22. Oktober                                                               | Hansehalle, Lübeck, Deutschland                                              | Willie Kemp                                                                | Sieg / KO 2. Runde                                                        |
| 1994                                                                      | 10. Dezember                                                              | Sportforum Hohenschönhausen, Berlin, Deutschland                             | Frederic Seillier Europameisterschaft im Supermittelgewicht                | Unentschieden / 12 Runden                                                 |
| 1995                                                                      | 27. Mai                                                                   | Westfalenhallen, Dortmund, Deutschland                                       | Henry Maske Weltmeisterschaft IBF Halbschwergewicht                        | Punktniederlage (einstimmig) / 12 Runden                                  |
| 1995                                                                      | 14. Oktober                                                               | Olympiahalle München, München, Deutschland                                   | Henry Maske Weltmeisterschaft IBF Halbschwergewicht                        | Punktniederlage (einstimmig) / 12 Runden                                  |
| 1996                                                                      | 6. April                                                                  | Stadionsporthalle, Hannover, Deutschland                                     | Pietro Pellizzaro                                                          | Punktsieg / 10 Runden                                                     |
| 1996                                                                      | 10. August                                                                | Wilhelm-Koch-Stadion, Hamburg, Deutschland                                   | Dariusz Michalczewski Weltmeisterschaft WBO Halbschwergewicht              | Unentschieden (Kampfabbruch) / 7 Runden                                   |
| 1997                                                                      | 22. März                                                                  | Max-Schmeling-Halle, Berlin, Deutschland                                     | John Scully                                                                | Punktsieg (einstimmig) / 10 Runden                                        |
| 1998                                                                      | 21. März                                                                  | Max-Schmeling-Halle, Berlin, Deutschland                                     | Michael Nunn vakante Weltmeisterschaft WBC Halbschwergewicht               | Punktsieg (Mehrheitsentscheidung) / 12 Runden                             |
| 2000                                                                      | 15. April                                                                 | Preussag Arena, Hannover, Deutschland                                        | Dariusz Michalczewski Weltmeisterschaft WBO Halbschwergewicht              | Niederlage / TKO 10. Runde                                                |
| 2001                                                                      | 10. Februar                                                               | Estrel Hotel, Berlin, Deutschland                                            | Willard Lewis                                                              | Punktsieg (einstimmig) / 8 Runden                                         |
| 2003                                                                      | 10. Mai                                                                   | Hanns-Martin-Schleyer-Halle, Stuttgart, Deutschland                          | Thomas Ulrich vakanter WBC International Halbschwergewichtstitel           | Punktniederlage (einstimmig) / 12 Runden                                  |
| Quelle: Graciano Rocchigiani in der BoxRec-Datenbank                      |                                                                           |                                                                              |                                                                            |                                                                           |

## Privates
Rocchigianis Vater Zanobio war ein Eisenbieger aus Sardinien, seine Mutter stammte aus Berlin. Rocchigiani hat zwei Geschwister, besuchte bis zur neunten Klasse die Realschule und erlernte den Beruf des Gebäudereinigers. Anderen Angaben zufolge brach er die Ausbildung ab. Bis Anfang der 1990er Jahre wohnte er im Berliner Bezirk Schöneberg.
1995 heiratete er seine Freundin Christine. 2001 trennte sich das Paar. An der Grabenstraße im Duisburger Stadtteil Neudorf leitete Rocchigiani ein Box-Trainingscenter mit dem Namen Rocky’s Gym, wo er mehrere Boxer trainierte (u. a. Selcuk Aydin und Herbie Hide). Ab Januar 2009 bestand eine Kooperation mit Arena Box-Promotion unter Leitung des Promoters Ahmet Öner. Das Trainingscenter schloss Anfang 2010.

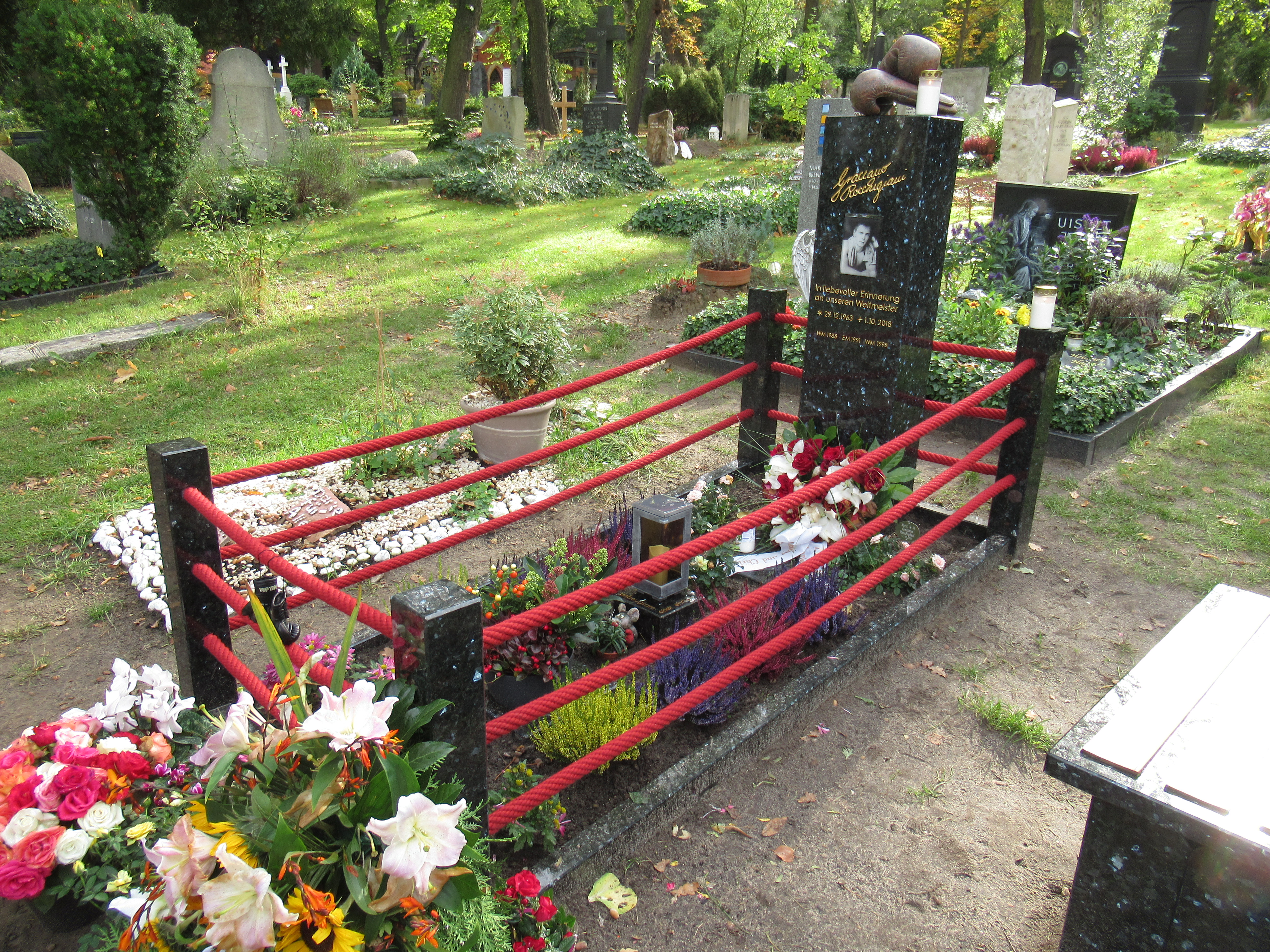
Rocchigianis Grab auf dem Alten St.-Matthäus-Kirchhof in Berlin-Schöneberg

Rocchigiani wurde mehrfach zu Freiheitsstrafen verurteilt, darunter wegen Körperverletzung, Sachbeschädigung, aber auch wiederholten Fahrens ohne gültige Fahrerlaubnis. Im Januar 2007 musste er in der Justizvollzugsanstalt Bielefeld-Senne zum zweiten Mal wegen Verstoßes gegen Bewährungsauflagen eine neunmonatige Gefängnisstrafe antreten. Auf eigenen Wunsch ließ er sich in den offenen Vollzug nach Moers-Kapellen verlegen, um sein Fitnessstudio in Duisburg weiterbetreiben zu können. Im November 2007 wurde Rocchigiani vorzeitig aus der Haft entlassen.
2007 veröffentlichte er im Schwarzkopf & Schwarzkopf Verlag seine Autobiographie Rocky – Meine 15 Runden. Im Juni 2012 wurde er zu einer Geldstrafe von 3.600 Euro wegen Nötigung verurteilt. Er hatte in einem seit Tagen schwelenden Streit einer Freundin das Handy entrissen. Wenig später wurde bekannt, dass Rocchigiani, der zeitweilig Alkoholprobleme hatte, sein Vermögen verloren und Arbeitslosengeld II bezogen hatte. 2018 spielte er in dem österreichischen Kurzfilm TNT Boxerstory des Regisseurs Mark Gerstorfer die Hauptrolle. Des Weiteren moderierte er zusammen mit seinem Bruder Ralf Boxkämpfe für den Sender Sport1.
Am 1. Oktober 2018 kam Graciano Rocchigiani bei einem Verkehrsunfall in Italien ums Leben, als er in Belpasso auf Sizilien als Fußgänger von einem Auto erfasst wurde. Er wurde 54 Jahre alt und hinterließ seine aus Italien stammende Lebensgefährtin und drei Kinder. Er wurde in Berlin auf dem Alten St.-Matthäus-Kirchhof beigesetzt. Die Grabstelle hat die Form eines Boxringes.